# Penói járás

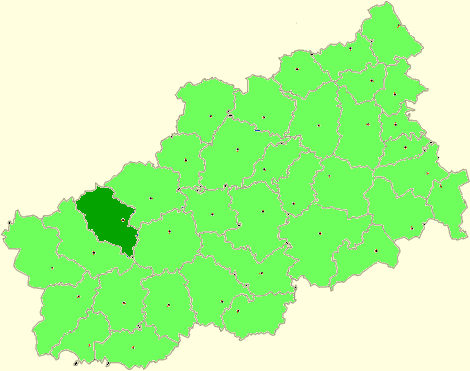
A Penói járás a Tveri területen

A Penói járás (oroszul Пеновский район) Oroszország egyik járása a Tveri területen. Székhelye Peno.

## Népesség
- 1989-ben 10 291 lakosa volt.
- 2002-ben 8 523 lakosa volt.
- 2010-ben 6 864 lakosa volt, melyből 6 526 orosz, 85 ukrán, 44 fehérorosz, 31 moldáv, 19 csuvas, 12 tatár, 11 azeri stb.